# Дніпропетровський автомобільний завод
Дніпропетровський автомобільний завод — автомобілебудівне підприємство СРСР, яке існувало у 1944—1951 роках. Базувалося у м. Дніпропетровськ. Виробляло автомобілі ДАЗ-150, ДАЗ-485. В 1951 році було перепрофільоване на випуск перших в СРСР балістичних ракет — Р-1 (конструктор Сергій Корольов). Після об'єднання з іншими підприємствами було утворено Південний машинобудівний завод.

## Історія

### Створення
У 1944 році, коли наближався кінець війни, керівництвом СРСР було прийнято рішення про будівництво нових автомобільних і автоскладальних заводів в Кутаїсі, Дніпропетровську, Одесі, Новосибірську та Іркутську.
Після звільнення Дніпропетровська, 21 липня 1944 р., Державний комітет оборони (ДКО) прийняв постанову про будівництво тут нового автомобільного заводу. Згідно з прийнятим планом, у першому кварталі 1946 року повинні були бути добудовані складальний і допоміжний цехи, в першому кварталі 1947 року — моторний, ковальський і ливарний цехи, а у грудні 1947 року — інші цехи, необхідні для повного циклу виробництва вантажних автомобілів. Виробнича потужність заводу повинна була скласти 30000 автомобілів на рік з подальшим нарощуванням до 75000.
Автомобільний завод в Дніпропетровську був закладений на території авіамоторного заводу, будівництво якого почалося перед самою війною, але не було через неї закінчене.
В жовтні 1944 року почалося будівництво заводу. Директором заводу призначили О. І. Романова. Основу конструкторського бюро склали переведені сюди фахівці Горьківського автомобільного заводу. У 1944 році їх очолив В. Грачов. Це пояснюється тим, що спочатку тут планували збирати ГАЗ-51, але в липні 1945 року рішення змінили на користь ЗІС-150. 16 серпня того ж року на базі заводу № 490 організовано філію ДАЗа — Завод допоміжного обладнання (ЗВО). Одночасно потужність заводу вирішили збільшити до 300000 автомобілів. Через післявоєнну розруху будівництво йшло повільно. Для поліпшення ситуації в 1946 році ЦК КП(б)У і Рада Народних Комісарів України оголосили Дніпропетровський автозавод ударним будівництвом республіки. На будівництво було направлено додатково 3000 комсомольців. У грудні 1946-го Заводом допоміжного обладнання були зібрані два автомобіля ЗІС-5 і проведено їх дорожні випробування. Через зрив встановлених ДКО термінів здачі об'єктів, 27 травня 1947 року новим директором було призначено К. В. Власова.

### Діяльність
У 1947 році на заводі була зібрана перша дослідна вантажівка ДАЗ-150, яка представляла собою досить серйозно перероблений другий дослідний зразок ЗІС-150. Також на Дніпропетровському автомобільному заводі були розроблені 3- та 5-тонні гідравлічні автонавантажувачі моделей «4000» і «4001», виробництво яких освоїли на Львівському заводі.
В січні — лютому 1948 року ДАЗ-150 був представлений в Міністерстві і пройшов короткі випробування НАМІ. Вони мали на меті визначити, що дали удосконалення, внесені ДАЗом, порівняно з московським ЗІС-150. Зважаючи на це, тягово-швидкісні випробування не проводилися. До кінця 1948 року чаша терезів все-таки схилилася на користь ДАЗ-150. Машині було дано «зелене світло» вищим керівництвом країни. На заводі одночасно з його будівництвом велася підготовка виробництва 4-тонної вантажівки (індекс шасі — ДАЗ-120). Вперше в СРСР монтувалася технологічна лінія «Кларк» з виготовлення штампованих балок задніх мостів, створювалося друге після ГАЗу (тоді — єдиного на усю країну) спеціалізоване виробництво колісних дисків. Перший час силові агрегати передбачалося отримувати з Москви, а згодом виробляти у себе на ДАЗі разом з КПП (була складена технологія). Крім всього цього тривали розробки та по інших напрямках.
1 липня 1948 року на ДАЗі почався серійний випуск автокранів К-31 на шасі ЗІС-5.
У 1948—1949 рр. за завданням Інженерного комітету Радянської Армії були розроблені і виготовлені зразки тривісного плаваючого автомобіля ДАЗ-485 (згодом ЗІС-485, він же БАВ). У квітні 1949-го випущено 1000-й автокран К-31, а вже в червні завод перейшов на випуск автокранів До-32 на шасі ЗІС-150.
У грудні 1949 року Рада Міністрів СРСР доручив заводу організувати серійний випуск самоскидів ЗІС-585 і 1 вересня 1950 року завод почав їх серійний випуск (в кооперації з московським і кутаїським автозаводами). До початку 1951 року на заводі побудували і запустили пресовий корпус площею 40000 м2 з двома лініями пресів, ливарний цех ковкого чавуну, великий експериментальний цех, цех задніх мостів, а також ресорний, колісний, арматурний цехи і будувався ливарний цех сірого чавуну.

### Перепрофілювання
Наприкінці 1950 р. була утворена урядова комісія на чолі з міністром озброєння Д. Ф. Устиновим. Завданням комісії був пошук найбільш придатного заводу для налагодження виробництва балістичних ракет Р-1 (аналог німецьких Фау-2, конструктор — C. П. Корольов). Вибір комісії упав на Дніпропетровський автозавод. Цей вибір схвалив Й. В. Сталін і 9 травня 1951 р. вийшла постанова Ради Міністрів СРСР № 1528—768 «Про передачу Міністерству озброєння Дніпропетровського автомобільного заводу Міністерства автомобільної і тракторної промисловості і Дніпропетровського шинного заводу Міністерства хімічної промисловості та об'єднання їх в єдиний Дніпропетровський машинобудівний завод № 586 Міністерства озброєння».
14 липня прийнято постанову ради Міністрів СРСР про припинення на заводі № 586 випуску автомобільних кранів К-32 із серпня 1951 року і самоскидів ЗІС-585 з вересня 1951 року.
В середині 1951 р. частина конструкторів ДАЗа перевели на ЗІС, там же і був освоєний випуск амфібій ДАЗ-485 під назвою ЗІС-485, а для налагодження виробництва ДАЗ-150 іншого майданчика просто не було. До речі, вже пізніше на обладнанні, яке вивезли з Дніпропетровська, освоїли випуск штамповано-зварних задніх мостів ЗІЛ-130.
На цьому завершується історія Дніпропетровського автозаводу і розпочинається новітня історія об'єднання «Південмаш».

## Продукція

### ДАЗ-150«Українець»

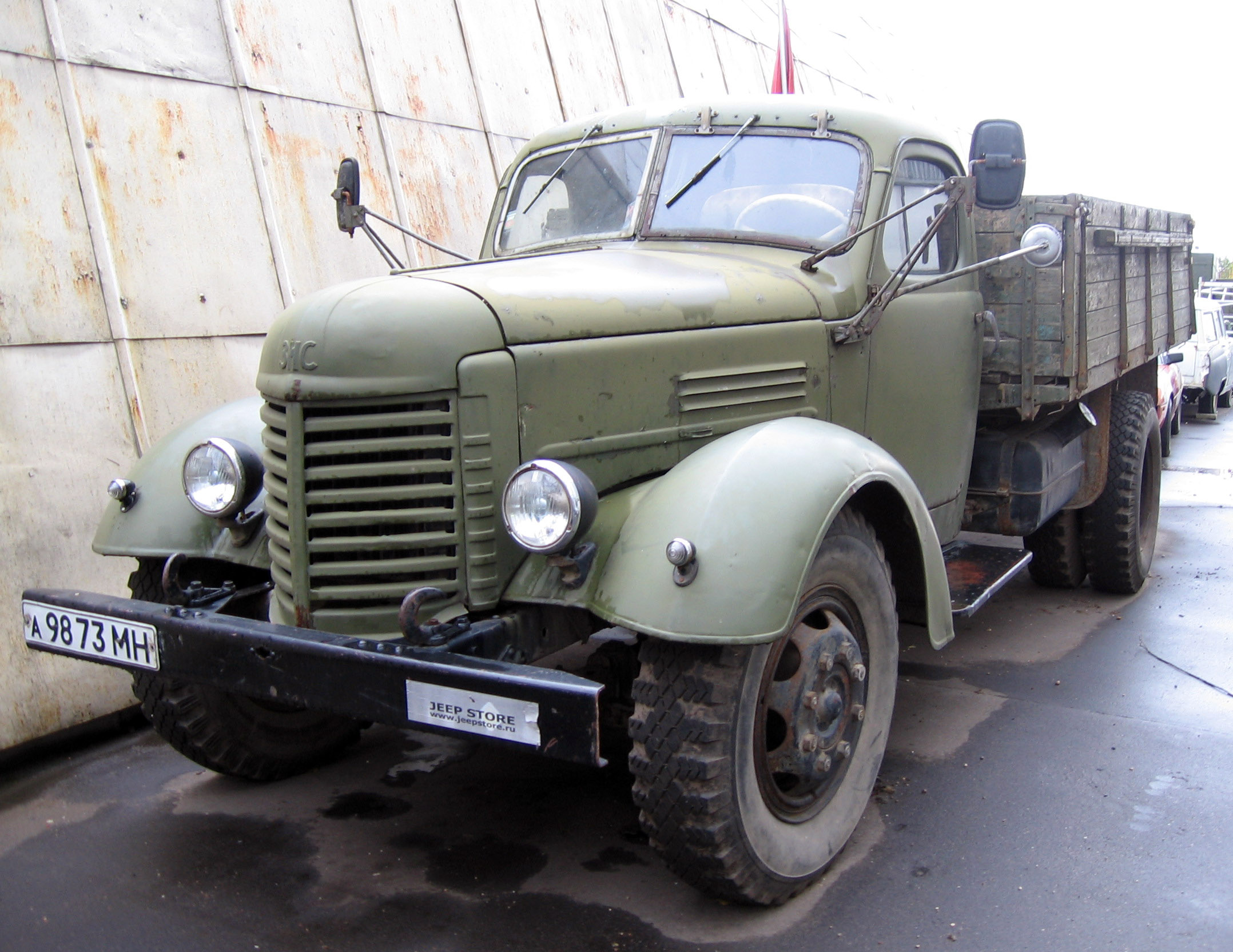
ЗІС-150

Перший зразок ДАЗ-150 мав наступні параметри (в дужках — дані, що відрізнялися від ЗІС-150):
- вантажопідйомність — 4000 кг + 3 особи;
- власна вага — 4150 кг (4090 кг);
- габарити: 6890х2500х2260 мм (6720х2470х2180 мм);
- кліренс під заднім мостом — 265 мм;
- колія передніх коліс — 1735 мм (1700 мм), задніх — 1740 мм;
- найменший радіус повороту — 7,5 м;
- розміри бортової платформи 3945х2245х590 мм (3540х2250х584 мм);
- силовий агрегат — ЗІС-120 — 90 к. с. при 2600 об/хв;
- максимальна швидкість — 71 км/год (65 км/год);
- передатне відношення головної передачі — 7,63:1;
- шини 9,00-20; витрата палива на шосе — 38 л/100 км;
- запас ходу по шосе зі 150-літровим паливним баком — 395 км

За результатом випробувань 1948 року в НАМІ, компонувальна схема ДАЗ-150 була оцінена в цілому позитивно. Довжина машини збільшилася на 170, а висота — 80 мм; навантаження на задній міст зросло, що дещо розвантажило передок. Кермо виявилось зручнішим, оскільки кут нахилу колонки був зменшений з 45° до 35°. Проте кабіна вийшла трохи тіснішою, оскільки був піднятий рівень підлоги, та загальна вага машини збільшилася на 60 кг.
Як показали випробування, введення гідравлічних амортизаторів великого ефекту не дало, але імовірно підвищувало довговічність передніх ресор. Найбільші претензії пред'являлися до зовнішнього оформлення передньої частини: більш сучасне і технологічно просте оперення ДАЗ-150, як виявилося, неабияк ускладнювало доступ до двигуна. У більшості випадків обслуговування або ремонту доводилося знімати капотні боковини і навіть крила, або добиратися до агрегатів двигуна знизу.
До «мінусів» була віднесена також і відсутність жалюзі перед радіатором, хоча їх не мав і московський ЗІС-150. Крім того, відзначалися труднощі утеплення капота в зимовий час.
Також НАМІ рекомендували для простоти виготовлення зменшити кількість горизонтальних брусів облицювання (на першому зразку їх було 6, по 3 у двох нішах). Хоча, за великим рахунком, це було справою смаку, на заводі почасти це врахували, і в останніх зразків ДАЗ-150 кількість горизонтальних брусів зменшилася до 5-ти. Ще одним моментом, який викликав критику НАМІ, стала педаль зчеплення. Через зсув кабіни вперед виникла досить «хитра» конструкція, яка складалася з двох половин і вимушено огинала кермову колонку (по іншому зробити її просто не виходило). Проте нарікань на її роботу не було, поломок — теж, ну а те, що вона бачилася дещо складною у виробництві — це, зрештою, були вже заводські проблеми.

### Дніпропетровська амфібія ДАЗ-485
В кінці 1948 року паралельно з роботами над сімейством ДАЗ-150 конструкторський відділ ДАЗа за замовленням Міністерства озброєння взявся за велику цікаву роботу — проектування автомобіля-амфібії за типом американського тривісного GMC-DUKW-353.
Плаваючий всюдихід ДАЗ-485 був розроблений в надзвичайно короткі терміни на величезному ентузіазмі творців: Берліна (провідний конструктор), Тяжельнікова (двигун), Лефарова (трансмісія), Комаревського і Кисельова (кузов), Палєєва (дорожні випробування) та інших. На цій машині вперше в практиці вітчизняного автомобілебудування були застосовані односкатові балони великого перерізу з регульованим на ходу внутрішнім тиском повітря. Машина вийшла міцною, рухомий, зручною в управлінні, мала плавний хід і головне — виключну, небачену раніше прохідність, за якою їй у той час практично не було рівних. Відмінними були й її ходові якості на воді.

### Модифікації
Продовжувалися роботи по ДАЗ-150. Поряд з доопрацюванням базової моделі створювалися та її модифікації. За розпорядженням міністерства до літа 1949 року був побудований сідельний тягач ДАЗ-150Б для роботи з 7-тонним напівпричепом «5100» (1-ПП-7), також створеним на заводі на основі 6,4-тонного напівпричепа фірми «Едвардс» моделі «D11V», що надходив по ленд-лізу.
Порівняно з бортовим автомобілем, база ДАЗ-150Б була вкорочена до 3800 мм; відповідно змінилися і габарити (6670x2400x2260 мм). На машині встановили сідельно-зчіпний пристрій, конструкція якого теж була не оригінальною, а була метризованной копією трохи змінених розмірів, запозиченої з американського ленд-лизовского зразка. Передаточне відношення головної передачі на ДАЗ-150Б було збільшено до 9,28:1; введено кран управління пневмотормозами типу ЯАЗ-200 (для задіяння гальм напівпричепа), а запасне колесо перенесено через кабіну. Загальна вага автопоїзда склав 13300 кг
Поряд з вантажним напівпричепом був створений і армійський варіант «5100» для розміщення на ньому мобільного радіолокаційного комплексу «Грім». В 1949-му почалася дослідна експлуатація примірників ДАЗ-150 різних модифікацій.
Наступний, 1950-й рік теж став для заводу плідним. З вересня по жовтень були проведені заводські та міжвідомчі випробування амфібії ДАЗ-485 в Криму і на Кавказі. У випробуваннях брали участь: головний конструктор Ст. А. Грачов, начальник лабораторії дорожніх випробувань Ю. С. Палєєв, провідний конструктор Л. А. Берлін, водій-випробувач П. А. Мизинов та інші.
Після успішного завершення випробувань два зразки амфібії передані замовнику — Міністерству оборони СРСР, де машинам було присвоєно армійський індекс БАВ — великовантажний автомобіль водоплавний.
До початку 1951 року на заводі були побудовані і пущені в хід пресовий корпус загальною площею 40000 м² з двома лініями пресів, ливарний цех ковкого чавуну, великий експериментальний цех, цех задніх мостів, ресорний, колісний, арматурний цехи, будувався ливарний цех сірого чавуну. На 1 січня 1951 року, обліковий склад автозаводу склав 8768 осіб, з них робітників — 6123, ІТП — 1172.
Після державних випробувань вантажівка ДАЗ-150 «Українець» і автомобіль-амфібія ДАЗ-485 були рекомендовані до серійного виробництва. До пуску першої черги ДАЗа залишалися лічені дні, але навесні 1951 року військовим вдалося відібрати у автомобілістів практично побудований гігант і, оточивши його високим парканом і рядами колючого дроту, перетворити на завод-невидимку.

## Два заводи, дві подібні історії
Історія ДАЗа як дві краплі води схожа на долю іншого підприємства, який знаходився за Уралом — Новосибірського автозаводу: обидва були засновані на ледь розпочатих перед війною авіаційних майданчиках; обидва створювалися наприкінці війни майже «з нуля» для масового виробництва вантажівок; незважаючи на неймовірні труднощі, обидва на межі 1940 — 1950-х були готові до введення в експлуатацію; і нарешті, обидва в самий останній момент були відняті у автопрому на користь «оборонки», НАЗ — для створення ядерної зброї, а ДАЗ — для випуску стратегічних ракет. Доля дніпропетровського заводу була вирішена 9 травня 1951 року, коли вийшла постанова Ради Міністрів СРСР № 1528-768 «ПРО передачу Міністерству озброєння Дніпропетровського автомобільного заводу Міністерства автомобільної і тракторної промисловості і будується Дніпропетровського шинного заводу Міністерства хімічної промисловості та об'єднання їх в єдиний Дніпропетровський машинобудівний завод № 586 Міністерства озброєння».
У наступні роки закритий на «поштову скриньку» був перейменований у Південний машинобудівний завод увійшов в систему «общемаша». Втім, історія виробництва тут колісних машин не закінчилася — у грудні 1953 року «для прикриття» основної продукції на ЮМЗ почали збирати трактори МТЗ-2. Але до автомобілів в Дніпропетровську більше вже не поверталися.
Разом з тим, велика і плідна робота, виконана автозаводом, не пройшла марно для вітчизняної автомобільної промисловості, і, зокрема, — для московського Зіса, куди в середині 1951 року була переведена частина конструкторів ДАЗа зі своїми творчими напрацюваннями. На ЗІС перейшли також і всі роботи по амфібії «485» — майбутнього ЗІС-485. У цих амфібія гостро потребувала армія, тому та серійний їх випуск, нехай під іншою назвою і вже на іншому заводі, все ж не міг не відбутися.
Що ж стосується вантажівки ДАЗ-150, то їй не пощастило. Хоча в 1951 році, надивившись на наявний тут примірник ДАЗа, в експериментальному цеху московського автозаводу і побудували дослідний зразок покращеного ЗІС-150 з алігаторным капотом і оперенням, що нагадував дніпропетровське, але жодного серійного продовження ця розробка не отримала. У столиці продовжували робити дуже недопрацьований ЗІС-150, а якоїсь іншої виробничої бази для «Українця» просто не було.